# گرند هالیدی
گرند هالیدی (به انگلیسی: Grand Holiday) یک کشتی است که طول آن ۷۲۸ فوت (۲۲۲ متر) می‌باشد. این کشتی در سال ۱۹۸۵ ساخته شد.